# Хлыж

Хлыж — река в России, протекает в Пыщугском районе Костромской области. Устье реки находится в 15 км по правому берегу реки Пыщуг. Длина реки составляет 10 км.
Исток реки расположен у деревни Онучино в 3 км к северо-западу от Пыщуга. Река течёт на юго-восток, протекает по южным окраинам посёлка Пыщуг и впадает в реку Пыщуг к юго-востоку от него. В черте Пыщуга на реке запруда.

## Данные водного реестра
По данным государственного водного реестра России относится к Верхневолжскому бассейновому округу, водохозяйственный участок реки — Ветлуга от истока до города Ветлуга, речной подбассейн реки — Волга от впадения Оки до Куйбышевского водохранилища (без бассейна Суры). Речной бассейн реки — (Верхняя) Волга до Куйбышевского водохранилища (без бассейна Оки).
По данным геоинформационной системы водохозяйственного районирования территории РФ, подготовленной Федеральным агентством водных ресурсов:
- Код водного объекта в государственном водном реестре — 08010400112110000041585
- Код по гидрологической изученности (ГИ) — 110004158
- Код бассейна — 08.01.04.001
- Номер тома по ГИ — 10
- Выпуск по ГИ — 0